# Jim Thibert
James „Jim“ Gerald Thibert (* 14. Juni 1940 in Toledo, Ohio) ist ein ehemaliger US-amerikanischer American-Football-Spieler. Er spielte eine Saison auf der Position des Linebackers für die Denver Broncos in der National Football League (NFL).

## College
Thibert spielte von 1960 bis 1962 College Football an der University of Toledo. Für die Toledo Rockets spielte er als Tight End und Defensive End.

## Karriere
Thibert wurde im AFL Draft 1962 von den San Diego Chargers als 176. Spieler in der 22. Runde ausgewählt. Er wurde nach der Preseason entlassen. 1963 spielte er eine halbe Saison bei den Edmonton Eskimos aus der Canadian Football League und dann eine Saison bei den Toledo Tornadoes. 1965 verpflichteten ihn die Green Bay Packers, bevor er zu den Denver Broncos wechselte, für die er 13 Spiele absolvierte.